# Tityus ocelote
Tityus ocelote is een schorpioenensoort uit de familie Buthidae die voorkomt in Midden- en Zuid-Amerika. Tityus ocelote is 2 tot 5 cm groot.
Het verspreidingsgebied van Tityus ocelote omvat Costa Rica (Limón en zuidoosten van Puntarenas), Panama (Bocas del Toro) en Colombia. De soort komt voor in de Pacifische en Caribische regenwouden van zeeniveau tot 300 meter hoogte. Tityus ocelote is boombewonend.